# Erik Lindegren-priset
Erik Lindegren-priset är ett svenskt lyrikpris instiftat av Luleå kommun till minne av författaren Erik Lindegren. Prissumman på 200 000 kronor (2017) utdelas vartannat år. Pristagaren utses av en jury, som består av tre till fem ledande litteraturkännare. Priset utdelas i samband med arrangemanget Bok & Bild. År 2006 sköts arrangemanget upp ett år och så även priset. 
2007 instiftades ett nytt pris, "Lilla Erik Lindegren-priset", vilket delas ut till en författare i åldern 16-20 år. Liksom det stora priset delas detta ut vartannat år. Prissumman är på 10 000 kronor.

## Pristagare

### Erik Lindegren-priset
- 1992 – Ann Jäderlund
- 1994 – Eva Ström
- 1996 – Jesper Svenbro
- 1998 – Göran Sonnevi (för Klangernas bok)
- 2000 – Lars Forssell
- 2002 – Bruno K. Öijer
- 2004 – Katarina Frostenson
- 2007 – Folke Isaksson
- 2009 – Tomas Tranströmer
- 2011 – Birgitta Lillpers
- 2013 – Fredrik Nyberg
- 2015 – Ida Börjel
- 2017 – Eva Kristina Olsson
- 2019 – Jila Mossaed
- 2021 – Jörgen Gassilewski[4]
- 2023 – Isabella Nilsson

### Lilla Erik Lindegren-priset
- 2007 – Parinya Suvanavasin, Luleå
- 2009 – Emma-Sofia Olsson, Kiruna
- 2011 – Rebecka Mattsson, Boden
- 2013 – Lova Olofsson, Sjulsmark
- 2015 – Moa Backe, Malmberget
- 2017 – Lina Kröger, Luleå

### Fotnoter
1. ↑  ”Erik Lindegrenpriset”. Luleå kommun. Arkiverad från originalet den 5 november 2013. https://web.archive.org/web/20131105121517/http://www.lulea.se/uppleva--gora/kulturliv/bocker-och-forfattare/erik-lindegrenpriset.html. Läst 5 november 2013.
2. ↑  ”Lilla Erik Lindegrenpriset”. Luleå kommun. Arkiverad från originalet den 5 november 2013. https://web.archive.org/web/20131105121340/http://www.lulea.se/uppleva--gora/kulturliv/bocker-och-forfattare/lilla-erik-lindegrenpriset.html. Läst 5 november 2013.
3. ↑  ”Skrivtävling Lilla Erik Lindegren-priset”. Arkiverad från originalet den 23 oktober 2019. https://web.archive.org/web/20191023092513/https://www.lulea.se/download/18.578a40ea15c36954a4d655/1495611550449/Lilla%2BErik%2Bpriset%2B2017%2BA3%2B(003).pdf. Läst 23 oktober 2019.
4. ↑  Jörgen Gassilewski får Erik Lindegren-priset på 200 000 kr Läst 11 oktober 2021.